# Ebouh
Ebouh est un village de la Région du Littoral du Cameroun, situé dans la commune de Baré-Bakem. Situé à 6 km de Nkongsamba, on y accède par la route qui lie Nkongsamba à Bafoussam.

## Population et développement
En 1967, la population de Ebouh était de 202 habitants, essentiellement des Baréko et de Bamiléké. La population de Ebouh était de 845 habitants dont 399 hommes et 446 femmes, lors du recensement de 2005.